# Zé Ricardo (cantor)
Nota: Se procura o treinador de futebol, veja José Ricardo Mannarino.
José Ricardo Santana de Farias, conhecido artisticamente como Zé Ricardo (Rio de Janeiro, 1971), é um cantor e compositor brasileiro. Desde 2008 é o curador do Palco Sunset do Rock in Rio. Compôs a trilha sonora dos filmes Garotas do ABC e Loucas Pra Casar e das peças de teatro Cócegas, Minha mãe é uma peça e 220 Volts.

## Discografia
- Você me ama e não sabe
- Zé Ricardo
- Tempero
- Zé Ricardo ao vivo e convidados
- Vários em um
- 7 Vidas